# عمر سليم
عمر سليم (مواليد 12 أبريل 2003) هو لاعب تايكوندو مجري، حصل على الميدالية الذهبية في وزن 54 كجم في بطولة أوروبا.

## وصلات خارجية
- عمر سليم على موقع TaekwondoData.com (الإنجليزية)
- عمر سليم على موقع اللجنة الأولمبية الدولية (الإنجليزية)
- عمر سليم على موقع أوليمبيديا (الإنجليزية)